# REINCARNATION (松任谷由実のアルバム)
『REINCARNATION』（リ・インカーネーション）は、松任谷由実（ユーミン）の14枚目のオリジナルアルバム。1983年2月21日に東芝EMIから発売された (LP : ETP-90221、CT : ZH28-1300)。
1983年7月6日 - 1984年2月9日に『REINCARNATION』全国コンサートツアーが行われた。1985年6月1日に初CD化 (CA32-1140)。1999年2月24日にLPのブックレットを復刻し、バーニー・グランドマンによるデジタルリマスタリングで音質を大幅に向上したリマスタリングCD (TOCT-10647) とLP (TOJT-10647) を発売した。

## 解説
- 「愛の輪廻転生」をテーマにしたアルバム。
- ブックレット及びコンサートパンフレット用に裸体でオーロラテープを巻いた写真を撮影した。
- 1983年の第25回日本レコード大賞ベストアルバム賞を受賞。
- 本作からDAWの先駆けであるフェアライトCMIとシンクラヴィアを制作に使用している[1]。シンクラヴィアは、1987年発売の『ダイアモンドダストが消えぬまに』から本格的に使用される。

## 収録曲

### CD
| 全作詞・作曲: 松任谷由実、全編曲: 松任谷正隆。 |                                                               |            |            |      |
| #                                              | タイトル                                                      | 作詞       | 作曲・編曲 | 時間 |
| 1.                                             | 「REINCARNATION」                                             | 松任谷由実 | 松任谷由実 | 5:42 |
| 2.                                             | 「オールマイティー -Almighty-」                               | 松任谷由実 | 松任谷由実 | 4:24 |
| 3.                                             | 「NIGHT WALKER」                                              | 松任谷由実 | 松任谷由実 | 5:04 |
| 4.                                             | 「星空の誘惑 -Temptation of the Starry Sky-」                 | 松任谷由実 | 松任谷由実 | 4:48 |
| 5.                                             | 「川景色 -River View-」                                       | 松任谷由実 | 松任谷由実 | 3:35 |
| 6.                                             | 「ESPER（album version）」                                    | 松任谷由実 | 松任谷由実 | 4:11 |
| 7.                                             | 「心のまま -As My Heart Leads-」                              | 松任谷由実 | 松任谷由実 | 4:43 |
| 8.                                             | 「ずっとそばに -Always By Your Side-」                        | 松任谷由実 | 松任谷由実 | 4:25 |
| 9.                                             | 「ハートはもうつぶやかない -My Heart Will Never Beat Again-」 | 松任谷由実 | 松任谷由実 | 4:58 |
| 10.                                            | 「経（ふ）る時 -Time Passing-」                               | 松任谷由実 | 松任谷由実 | 4:14 |

### 楽曲解説
1. REINCARNATION
“輪廻転生”がテーマ。ライブビデオ『1981 Yuming Visual Volume1』に収録された。「REINCARNATION」とは別歌詞。プロモーション用に製作された非売品のアナログシングル盤は、曲の終わりがフェードアウトで終了するバージョンが採られた。またLPレコード等のフィジカル商品では、無音が無いメドレー形式で次曲に入るが、配信の場合は分割購入が可能な為か、1秒程無音が入り次曲に入る。
2. オールマイティー
前の曲のラストの安藤まさひろのギターソロから流れるように続く。
3. NIGHT WALKER
2001年のバラード・ベスト『sweet,bitter sweet〜YUMING BALLAD BEST』、2018年の自薦ベスト『ユーミンからの、恋のうた。』にも収録されている。
4. 星空の誘惑
ベストアルバムへは『ユーミン万歳!』で初収録となった（2022 mixでの収録）。
5. 川景色
相模川の川景色を歌った曲とされている。1982年の石川セリへの提供曲。
6. ESPER（album version）
エフェクト掛った英語の台詞で始まる。1980年にリリースされた14枚目のシングル曲を、リニューアルした作品。TBS『ルージュの伝言』で間寛平、坂上香織主演でドラマ化された（第22話）。間は他のエピソードでもチョイ役で出演している。
7. 心のまま
ブックレットに（RIBII世号に捧ぐ）と記しているが、これは女性だけのクルーで太平洋横断に挑戦した際の船名である。この船のラジオドキュメンタリーのために作られた曲。
8. ずっとそばに
曲の終わり部分はフェードアウトせずに次の曲に繋がる。本作の発売2か月後に原田知世がカヴァー（『時をかける少女』のB面で、歌詞に若干の繋がりがある）。1993年の角川アニメ『遠い海から来たCOO』エンディングテーマ。
9. ハートはもうつぶやかない
10. 経（ふ）る時
2002年1月27日に営業を終了した、千鳥ヶ淵沿いのフェヤーモントホテルのティールーム「ブラスリー・ドゥ・ラ・ヴェルデュール」から見た四季の風景を綴った曲[2]。この中に出てくる老夫婦は『ポセイドン・アドベンチャー』の老夫婦がモデルとされ、この曲や「理想の夫婦」を語る際この映画を例に挙げている。苗場のライブでのリクエストで唄う場合は、ライブ会場に配慮してラストのサビ部分「さびれた」を「いつもの」として歌う。

## 参加ミュージシャン
- ドラム：林立夫
- ベース：高水健司
- キーボード：松任谷正隆
- エレクトリック・ギター：安藤まさひろ、今剛、松原正樹、鈴木茂
- アコースティック・ギター：瀬戸龍介、吉川忠英
- パーカッション：浜口茂外也、斎藤ノブ、Pecker
- サキソフォン&フルート：Jake H. Conception
- トランペット&フリューゲルホルン：数原晋
- トロンボーン：新井英治
- ストリングス：日色グループ
- コーラス：BUZZ、Lilica、Leona、Clara、桐ヶ谷仁、桐ヶ谷"Bobby"俊博、須藤薫、平塚文子、松任谷由実
- シンセサイザー・プログラミング：浦田恵司